# Hyetussa aguilari
Hyetussa aguilari är en spindelart som beskrevs av Galiano 1978. Hyetussa aguilari ingår i släktet Hyetussa och familjen hoppspindlar. Inga underarter finns listade i Catalogue of Life.